# Celestin Mato Medović
Celestin Mato Medović  (* 17. November 1857 in Kuna auf dem Pelješac, Dalmatien; † 20. Januar 1920 in Sarajevo) war ein kroatischer Maler.

## Leben
Celestin Mato Medović erhielt seine Schulausbildung bei den Franziskanern im Franziskanerkloster Kuna, das nahe seinem Geburtsort Kuna auf der Halbinsel Pelješac liegt.  Er trat in jungen Jahren 1868 in den Franziskanerorden ein und wurde im Franziskanerkloster in Dubrovnik Ordensbruder. Dort legte er das Ordensgelübde ab und entschied sich für den Ordensnamen „Celestin“. Man wurde im Kloster auf Medović´ künstlerisches Talent aufmerksam. Im Jahre 1880 wurde er zur weiteren Ausbildung nach Rom entsandt und erhielt Unterkunft im Kloster  Sant’Isidoro (Nazarener). Dort wurde Lodovic Seitz sein erster Kunstlehrer. Sein zweiter Ausbilder war Giuseppe Grandi. Im Jahre 1883 kam er nach Florenz, um dort die private Kunstschule von Antonio Ciseria zu besuchen.
In Italien gestaltete Celestin Mato Medović künstlerisch einige Franziskanerklöster, unter anderem in Fuccechio, Faenza und Cesena. 1886 wurde er durch seinen franziskanischen Guardian in Italien nach Dubrovnik ins Heimatkloster zurück entsandt. Durch Dubrovniker Intellektuelle und den venezianischen Künstler Emil Jacob Schindler unterstützt und ermutigt setzte Celestin Mato Medović seine künstlerische Ausbildung an der Kunsthochschule in München fort. Dort wurde er durch das künstlerische Schaffen von Karl Piloty inspiriert. Er kehrte 1893 kurzzeitig nach Dubrovnik zurück und trat bald darauf im Jahre 1895 der kroatischen Künstlergruppe um Vlaho Bukovac in Zagreb bei. Von 1905 bis 1907 war er künstlerisch bei der Gestaltung von Kirchengebäuden wie der Griechisch-Katholischen Kathedrale der Heiligsten Dreieinigkeit in Križevci, aber auch solchen in Požega und Nova Gradiška tätig.
Celestin Mato Medović war ein Befürworter der Säkularisation. Er trat aus dem Franziskanerorden aus und wohnte fortan ab dem Jahr 1895 in Zagreb. Ab 1898 ließ sich Medović ein Domizil in seinem Geburtsort Kuna und darüber hinaus eine Sommerresidenz in Crkvice errichten. Gemeinsam mit dem kroatischen Künstler Oton Iveković stellte er 1901 sein künstlerisches Schaffen in einer Kunstausstellung aus. Bis 1907 bleibt er in Zagreb tätig. In der Zeit folgen weitere Kunstausstellungen mit kroatischen Künstlern in Budapest, Kopenhagen, Paris,  Prag, Belgrad, Sofia und Zagreb. Nach 1908 lebte und wirkte er in seinem Geburtsort Kuna, von 1912 bis 1914 in Wien. Er starb im Jahre 1920 in Sarajevo entkräftet an einem Lungenleiden.

## Galerie

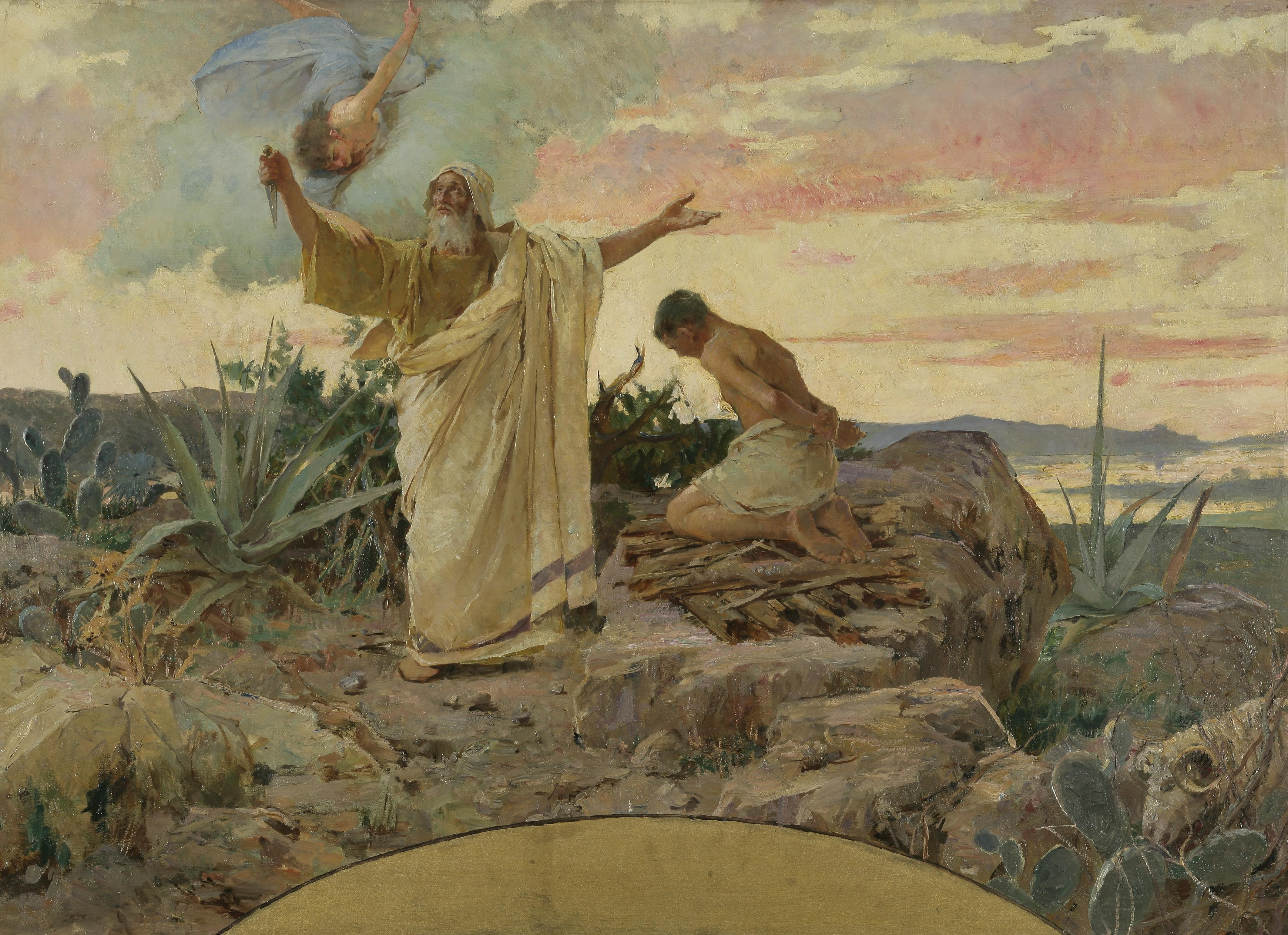
Die Opferung Isaaks, 1895, Nationalmuseum für moderne Kunst, Zagreb
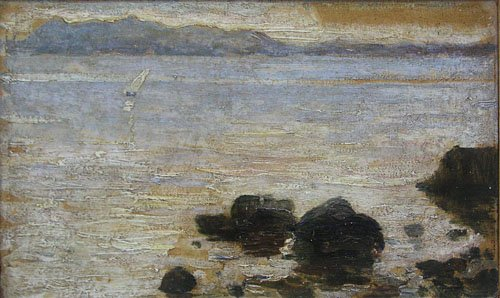
Abenddämmerung am Meer, um 1900, Kunstgalerie Dubrovnik
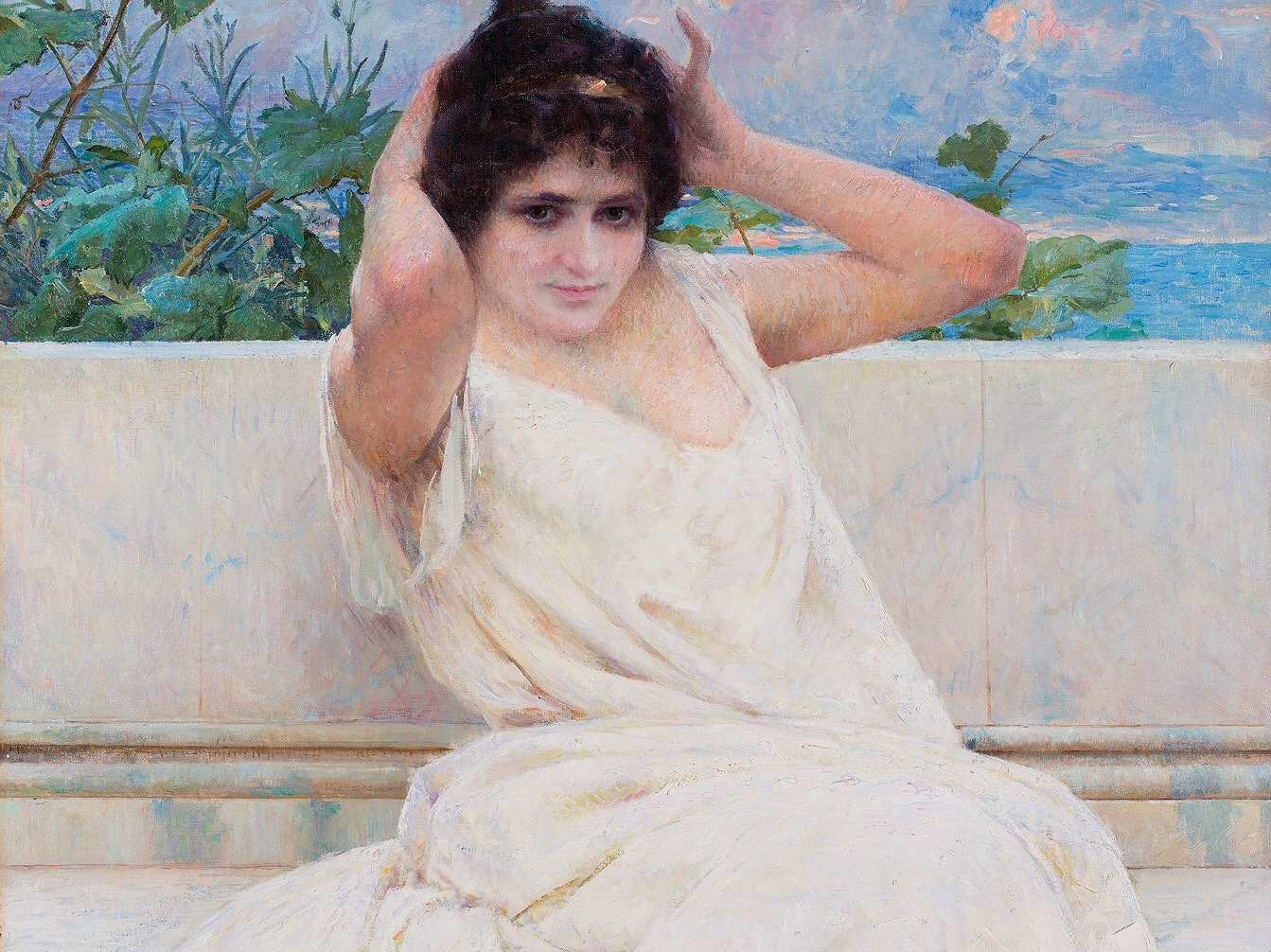
Pompejanerin, 1901, Privatsammlung
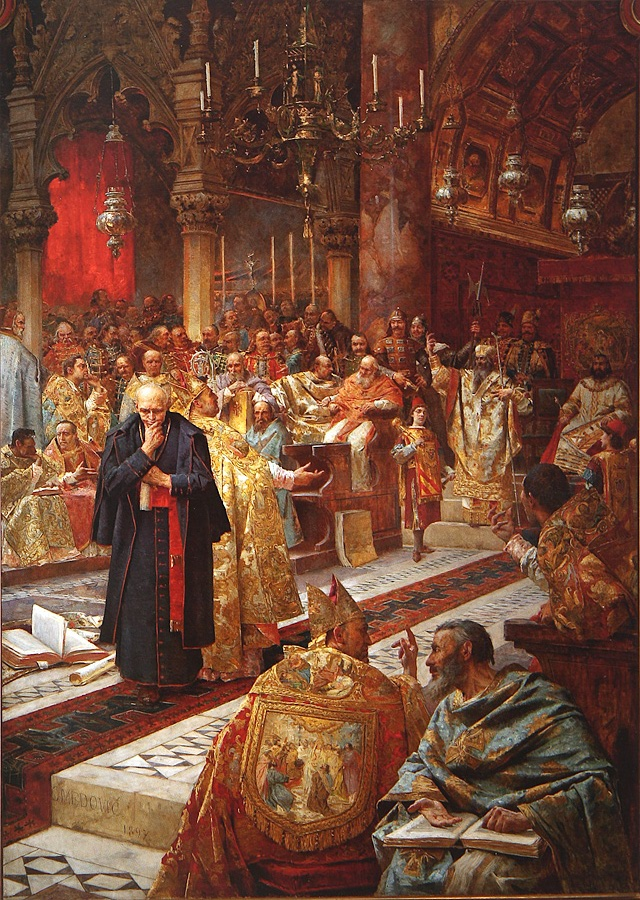
Das Konzil von Split im Jahre 925, Kroatisches Institut für Geschichte, Zagreb